# 諾特拉鎮區 (北卡羅萊納州切羅基縣)
諾特拉鎮區（英語：Notla Township）是位於美國北卡羅萊納州切羅基縣的一個鎮區。

## 地方資料
諾特拉鎮區的面積為117.32平方千米，皆為陸地。根據2020年美國人口普查的數據，當地共有人口5577人，而人口密度為每平方千米47.54人。